# بیتوراج
بیتوراج (به لاتین: Bitoraj) یک کوه در کرواسی است که در شهرستان پریموری-گورسکی واقع شده‌است. بیتوراج ۱٬۳۸۶ متر بالاتر از سطح دریا واقع شده‌است.